# Phelipara marmorata
Phelipara marmorata là một loài bọ cánh cứng trong họ Cerambycidae.